# Нефза
Нефза (араб. تنفزة) — місто в Тунісі. Входить до складу вілаєту Беджа. Станом на 2004 рік тут проживало 6 039 осіб.